# Seedorf (Bad Bevensen)
Seedorf ist ein Ortsteil der Stadt Bad Bevensen im niedersächsischen Landkreis Uelzen.

## Geografie und Verkehrsanbindung
Seedorf liegt westlich der Kernstadt Bad Bevensen an der Landesstraße L 252. Durch den Ort fließt der Barum-Bienenbütteler Mühlenbach. Die B 4 verläuft östlich. Südöstlich erstreckt sich das 254 ha große Naturschutzgebiet Der Lohn.

## Baudenkmale
In der Liste der Baudenkmale in Bad Bevensen sind für Seedorf sechs Baudenkmale aufgeführt:
- zwei Hofanlagen (Seedorf Nr. 2 und Nr. 4)
- drei Wohn- und Wirtschaftsgebäude (Seedorf Nr. 5c, Nr. 6, Nr. 7)
- ein Nebengebäude (Seedorf Nr. 1)